# Peder Hersleb
Peder Hersleb, född den 25 mars 1689 i Trondhjems stift, död den 4 april 1757, var en norsk teolog.
Hersleb, som blev student 1703 och magister 1713, kallades till fältpräst 1714. Efter att ha varit  kyrkoherde i Gunderslev på Falster från 1718 blev han kung Fredrik IV:s hovpredikant i Köpenhamn 1725. 
Hersleb befordrades 1730 till biskop över Kristiania stift. Som sådan arbetade han ivrigt på allmogens upplysning och verkade i synnerhet för konfirmationens införande. 1737 blev han biskop i Själlands stift. 
Bland hans skrifter märks särskilt Guds børns daglige adgang til nådestolen, vilken länge var den i Norge mest spridda andaktsboken och även i Sverige, under titeln Guds barns dageliga framträdande (eller dagliga framgång) till nådastolen, utkommit i ett mycket stort antal upplagor (senast utgiven 1878).